# Du côté des hommes
Du côté des hommes est une émission de télévision québécoise en six épisodes de 30 minutes présentée par Dany Turcotte et présentée à partir du 11 octobre 2022 sur la chaîne Savoir média.

## Synopsis
La série documentaire propose d'interroger et de confronter les hommes. Chaque épisode explore une thématique et présente les difficultés et les principaux défis qu’elle pose pour la gent masculine québécoise du 21e siècle. On y rencontre des hommes qui se confient et se racontent, mais aussi des spécialistes qui aident à y voir plus clair grâce aux recherches les plus récentes.

## Épisodes
Chaque épisode se consacre à une problématique et en expose le contexte, présente des solutions par le biais d'experts ainsi que des témoignages. Dany Turcotte présente les différents segments de l'émission en posant des questions.

### L'éducation
Cet épisode s’intéresse à la sous-scolarisation des garçons ainsi qu’aux rares tentatives mises en place pour régler ces problèmes scolaires.

### La sexualité
Cet épisode traite de l’omniprésence de la pornographie et son impact sur l’anxiété, du consentement et des principaux motifs de consultation des hommes en sexologie.

### La paternité
Cet épisode explore l’apport primordial que constitue la présence du père auprès de ses enfants, l’évolution du rôle de père et l’importance de préserver rapidement la relation père-enfant lors d’une séparation.

### La santé mentale
En plus de dévoiler des statistiques inquiétantes, les prédispositions à la détresse psychologique et les différences entre hommes et femmes lors de crises, l’épisode se penche sur les problèmes des services publics en santé mentale masculine.

### Le travail
Cet épisode différencie la façon d’aborder un poste selon le genre, constate l’importance grandissante pour les hommes de la conciliation travail-famille et s’intéresse à l’épuisement professionnel chez les hommes.

### La masculinité
Dans cet épisode, on explique la définition de l’homme hégémonique, cet homme fort, pourvoyeur et sans émotion; on découvre l’impact crucial de la socialisation et on fait le point sur l’existence ou non de la fameuse crise de la masculinité.